# Inácia Gertrudes de Almeida
Inácia Gertrudes de Almeida foi uma importante figura feminina ligada à Inconfidência Mineira de 1789. Ela prestou ajuda a Tiradentes, quando ele esteve no Rio de Janeiro, escondendo-o após os seus alidos o abandonarem. Como ela era viúva, então com 53 anos, e morava em uma casa com a filha solteira, de 27 anos, pediu para o seu compadre, um artesão que vivia na Rua dos Latoeiros, para que abrigasse Tirandentes em sua casa, local onde este foi preso mais tarde.
Inácia ajudou Tiradentes como forma de agradecimento, já que ele havia curado a sua filha de um ferimento no pé anteriormente. Após o ajudarem, mãe, filha e compadre perderam seus bens e foram presos pelos portugueses.
De acordo com registros históricos, Inácia era a viúva de um porteiro da Casa da Moeda do Brasil, chamado Francisco da Silva Braga. Residia na Rua Quitanda do Marisco, que depois veio a ser conhecida como Rua da Alfândega.